# Hans Georg Stehlin (paleontolog)
Hans Georg Stehlin (ur. 13 stycznia 1870 w Bazylei, zm. 18 listopada 1941 tamże) – szwajcarski paleontolog.

## Życiorys
Hans Georg Stehlin urodził się 13 stycznia 1870 roku w Bazylei jako syn szwajcarskiego polityka Karla Rudolfa Stehlina (1831–1881) .
Studiował medycynę i zoologię i w 1893 roku uzyskał doktorat na Uniwersytecie Bazylejskim . W 1896 roku został asystentem w Muzeum Historii Naturalnej w Bazylei, a dwa lata później kierownikiem katedry anatomii porównawczej i paleontologii . W latach 1920–1941 przewodniczył komisji prowadzącej muzeum . W okresie od 1912 do 1918 roku był redaktorem czasopisma „Mitteilungen der Naturforschendengesellschaften beider Basel”, a od 1921 roku „Abhandlungen der Schweizerischen paläontologischen Gesellschaft” .
Kontynuował prace z zakresu anatomii i filogenezy ssaków zapoczątkowane przez jego nauczyciela Ludwiga Rütimeyera (1825–1895) i rozbudował zbiory skamieniałych ssaków w Muzeum Historii Naturalnej w Bazylei . Był autorem wielu publikacji z zakresu geologii i paleontologii, m.in. o ssakach z terenu ówczesnej Szwajcarii z okresu neogenu i paleolitu . Zdefiniował granicę eocenu z oligocenem jako zdarzenie masowego wymierania określając je terminem Grande Coupure .
Zmarł 18 listopada 1941 roku w Bazylei .
Na cześć Stehlina nazwano gatunek jaszczurki z wyspy Gran Canaria – Gallotia stehlini – którego holotyp został znaleziony przez Stehlina w 1895 roku.